# Pseudalcippe du Ruwenzori
Sylvia atriceps
Espèce
Synonymes
- Illadopsis abyssinica atriceps (Sharpe, 1902)
- Illadopsis atriceps (Sharpe, 1902)
- Pseudoalcippe abyssinica atriceps (Sharpe, 1902)
- Pseudoalcippe atriceps (Sharpe, 1902)
- Turdinus atriceps Sharpe, 1902

Statut de conservation UICN

 LC  : Préoccupation mineure
Le Pseudalcippe du Ruwenzori (Sylvia atriceps) est une espèce d'oiseaux de la famille des Sylviidae.

## Dénomination
Il est aussi nommé Fauvette du Ruwenzori. Son nom vient des montagnes du Rwenzori (avec l'ancienne orthographe), près desquelles il réside.

## Répartition
Cet oiseau se répartit à travers la ligne du Cameroun et les forêts d'altitude du rift Albertin.

## Systématique
Selon le Congrès ornithologique international et Alan P. Peterson, aucune sous-espèce n'est reconnue. 
Le pseudalcippe du Ruwenzori faisait anciennement partie du genre Pseudoalcippe  avec le Pseudalcippe d'Abyssinie, mais les deux font maintenant partie du genre Sylvia à la suite d'études phylogénétiques,.